# 杜加雷薩

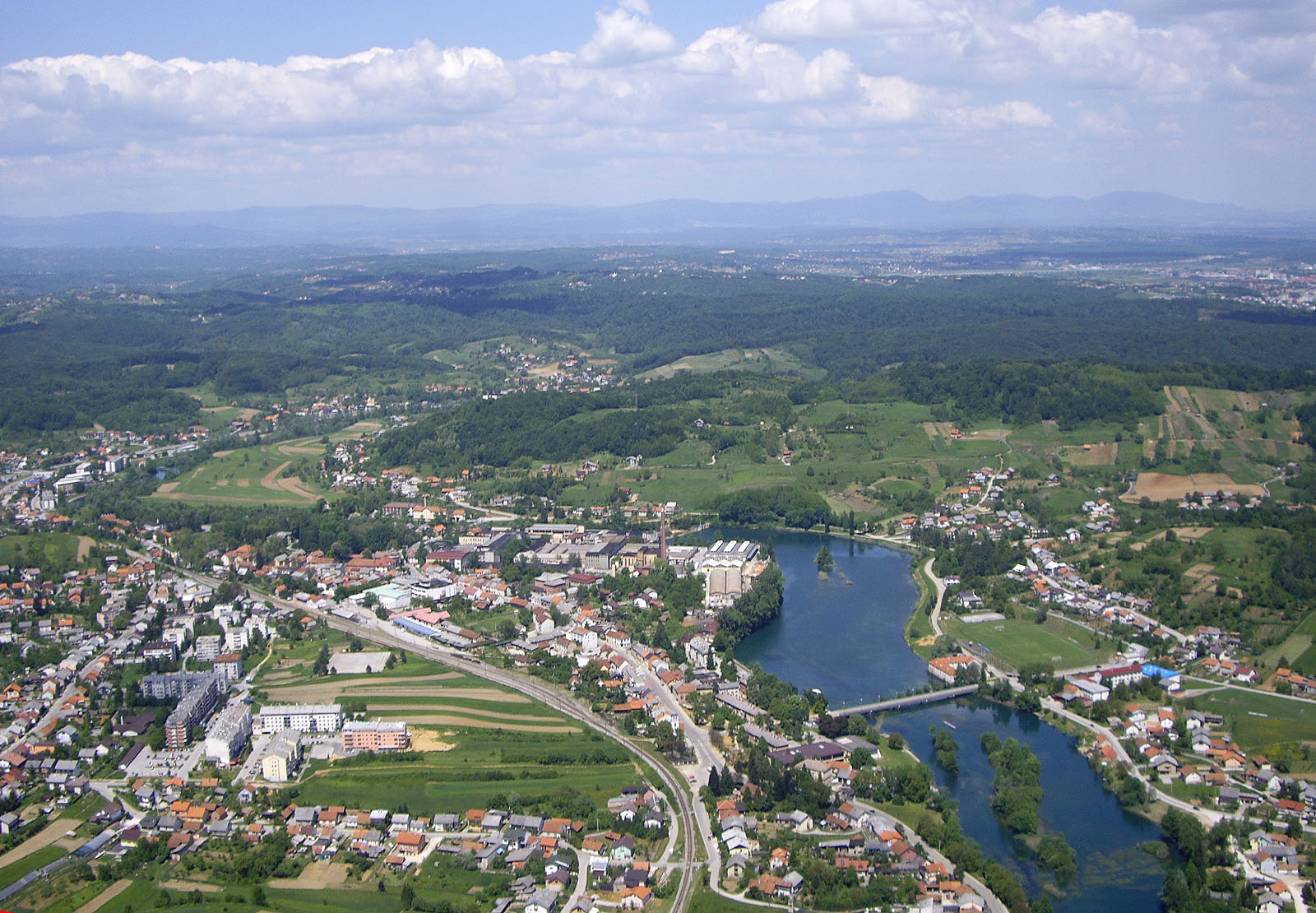

杜加雷薩是克羅地亞的城鎮，位於該國中部姆雷日尼察河畔，距離里耶卡約100公里，由卡爾洛瓦茨縣負責管轄，面積58平方公里，2011年人口11,164。

## 外部連結
- 官方网站